# ويليام هربرت بورنس
ويليام هربرت بورنس هو سياسي كندي، ولد في 27 فبراير 1878 بكلرفيو في كندا، وتوفي في 1964. حزبياً، نشط في حزب كندا المحافظ. وقد انتخب عضو مجلس العموم الكندي.

## روابط خارجية
- ويليام هربرت بورنس على موقع الاتحاد الدولي للكرلنغ (الإنجليزية)
- ويليام هربرت بورنس على موقع أوليمبيديا (الإنجليزية)